# Minneola (Florida)
Minneola è una città degli Stati Uniti d'America situata in Florida, nella Contea di Lake.